# 野桂花
野桂花（学名：Osmanthus yunnanensis）为木犀科木犀属下的一个种。种加词 yunnanensis 意为“云南的”。